# 花園町 (臺中市)

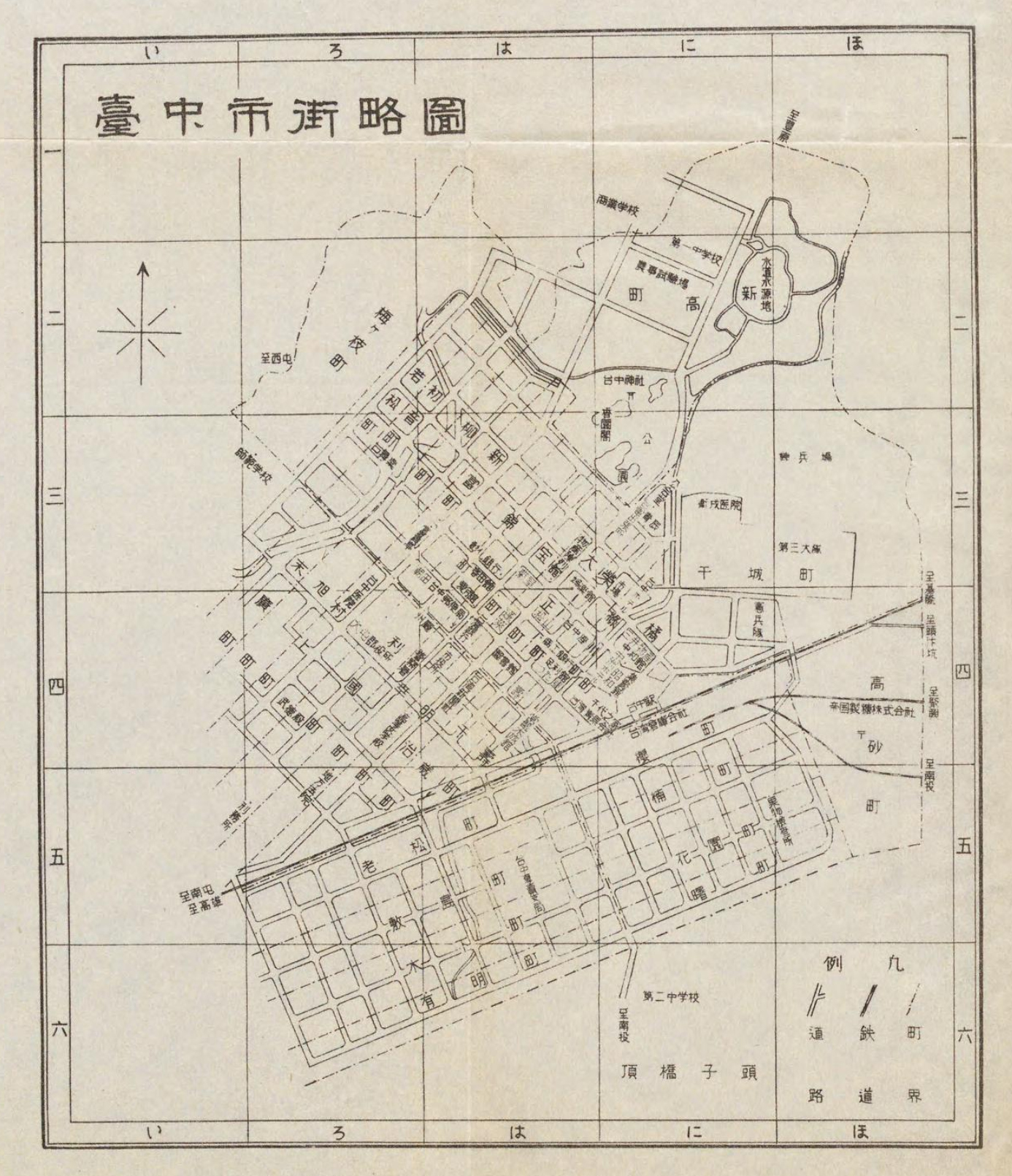
臺中市街略圖

花園町為台灣日治時期臺中州臺中市的町，分為六丁目，在楠町之南、曙町之北；其最初在1916年公告為通稱町名，在1926年4月1日的町名改正公告中才正式設立，原臺中市大字的臺中改為31個町。花園町通為現今信義街。

## 町內設施
二丁目
- 台中家政女學校（今臺中家商）